# Vicenzos Kornaros
 (novembre 2024).
Vicénzos Kornáros (en grec Βικέντιος Κορνάρος) ou Vitséntzos Kornáros (Βιτσέντζος Κορνάρος), ou Vincenzo Corner (son nom à Venise) ou Cornaro, est un écrivain crétois d'origine vénitienne actif pendant la période vénitienne.
Il écrivit l’œuvre majeure de la littérature grecque moderne, l’Erotókritos, un poème épique de dix mille vers en idiome crétois et éventuellement du drame religieux « Le Sacrifice d'Abraham ».
Il est identifié avec un membre d'une branche installée en Crète de la famille Cornaro, né près de Sitia le 26 mars 1553 et mort en 1613.

## Biographie
L'information la plus fiable sur l'origine de Kornaros est celle que donne le poète à la fin de son œuvre : il mentionne le nom Vicenzos, le nom de famille Kornaros, le lieu de naissance Sitia et le Kastro (le nom de la ville d' Héraklion à l' époque), où il s'est marié.
Le texte grec ci-dessous : 

Κ' εγώ δε θε να κουρφευτώ κι αγνώριστο να μ' έχου
μα θέλω να φανερωθώ, κι όλοι να με κατέχου
Βιτσέντζος είν' ο ποιητής και στη γενιά Κορνάρος
που να βρεθή ακριμάτιστος, σα θα τον πάρη ο Χάρος.
Στη Στείαν εγεννήθηκε, στη Στείαν ενεθράφη,
εκεί 'καμε κι εκόπιασεν ετούτα που σας γράφει.
Στο Κάστρον επαντρεύτηκε σαν αρμηνεύγει η φύση,
το τέλος του έχει να γενή όπου ο Θεός ορίσει

Et la traduction : 

Je ne veux pas me faire couper les cheveux et être méconnaissable
mais je veux me montrer et que tout le monde me reconnaisse
Vicenzos est le poète de la génération Kornaros
où il se retrouvera sans péchés, quand la Mort le prendra.
Il est né à Stia (Sitia), a grandi à Stia (Sitia),
là, il est venu et a écrit ce qu'il vous écrit.
au Kastro (Héraklion), il s'est réincarné comme si la nature interprétait,
sa fin est de naître là où Dieu le décide

Auparavant, les philologues situaient la vie et l'activité de Kornaros vers le milieu du XVIIe siècle av. J.-C., c'est-à-dire qu'ils croyaient que le Sacrifice d'Abraham avait été écrit en 1635, l'année mentionnée dans le manuscrit, et que l’Erotokritos l’avait été plus tard, jusqu'en 1645 ou 1648, date à laquelle commença le siège d'Héraklion par les Ottomans. En fait, un épisode de l’Erotokritos, qui raconte la bataille entre les Crétois et les Karamanides, est considéré comme un ajout ultérieur, qui a probablement été inséré pendant les années de la guerre vénitienne et faisait écho aux luttes des Crétois contre les Ottomans. Ce point de vue est également exprimé dans des histoires antérieures de la littérature grecque moderne, comme celle de Línos Polítis et de K.Th. Dimara. 
Selon des recherches récentes, le poète d'Erotokritos est identifié au Créto-Vénitien Vicenzo Cornaro, né le 26 mars 1553 à Sitia, fils de Giacomo Cornaro et Zambeta Demezzo (ou Da Mezzo). Il était le descendant d'une famille noble vénitienne hellénisée, probablement très riche. Son frère, Andreas Kornaros (Andrea Cornaro), avait écrit une Histoire de la Crète qui ne fut jamais publiée. Il vécut à Sitia jusque vers 1580 et s'installa plus tard à Héraklion (alors appelée Candie). Là, il épousa Marietta Zeno, avec qui il eut deux filles, Eleni et Katerina. À partir de 1591, il assume des fonctions administratives, tandis que pendant la peste (1591-1593), il assume les fonctions de surveillant sanitaire. Il était également membre d'un cercle littéraire, l'Académie des « Extravagants » (Accademia degli Stravaganti) fondée vers 1590 par son frère Andreas, également écrivain. Il mourut à Héraklion en 1613 ou 1614 pour une cause inconnue et fut enterré au monastère de Saint-François. Ce point de vue a été accepté par la plupart des chercheurs.

## Œuvres
- Erotókritos
- Le Sacrifice d’Abraham (Η Θυσία του Αβραάμ)

## Monument Vicenzos Kornaros

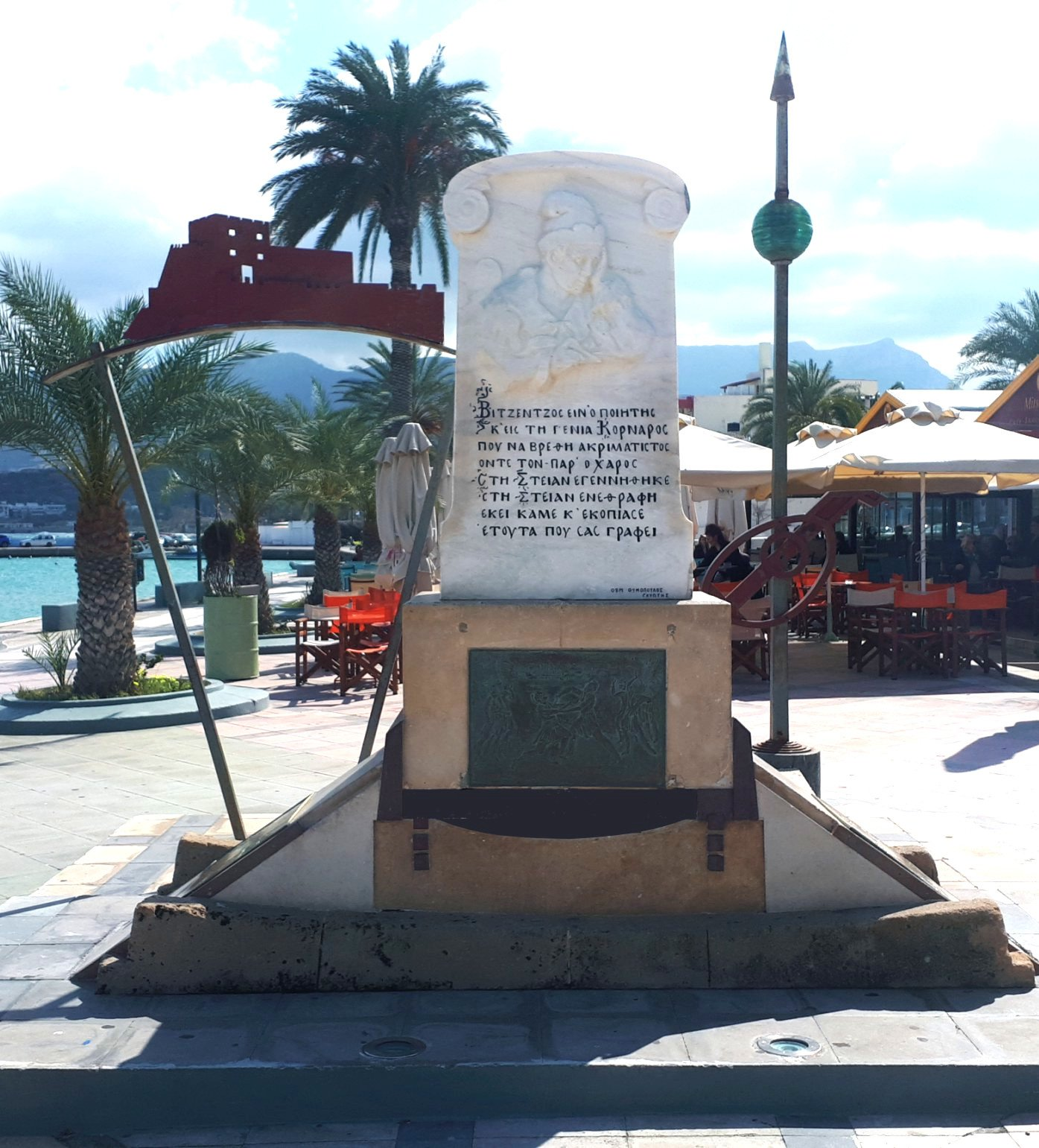
Le monument dédié au poète de Sitia Vicenzos Kornaros.

Au centre de Sitia se trouve un monument dédié au poète de Sitia, Vicenzos Kornaros, et réalisé par le sculpteur Thomas Thomopoulos.